# Fiacrius
Svatý Fiacrius, Fiacrius z Meaux, též Fiakr (kolem roku 590 Connacht, Irsko – 30. srpna 670 Meaux) byl poustevník a je uctíván jako katolický světec.

## Život
Fiacrius se narodil koncem 6. století, pravděpodobně v severním Irsku, podle jiných pramenů byl synem skotského krále Eoina IV. Rozhodl se opustit společnost a stát se poustevníkem. Hledal samotu, odešel do Francie.
Biskup v Meaux, sv. Faron, mu tam přidělil pozemek, na němž Fiacrius pěstoval hlavně zeleninu, a na kterém také vybudoval útulek pro poutníky. Podle legendy neoral prý pluhem, ale pouze svou holí. Bývá vyobrazen jako poustevník s holí při orbě nebo jako mnich v kutně s biblí a rýčem.
Dovedl uzdravovat, uvádí se léčení hemeroidů a pohlavních chorob. Sám Fiacrius se obával hříchu, a proto se až úzkostlivě stranil žen. Někdy je označován za misogyna. Kolem Fiacria se shromáždila skupina žáků, následujících jeho zelený styl života.
Zemřel kolem roku 670 a byl pohřben v Meaux. Později byly jeho ostatky přeneseny do meauxské katedrály, když se na jeho hrobě začala dít zázračná uzdravení. Meaux se od 12. století stalo poutním místem, později také zastávkou poutníků na Svatojakubské cestě.

## Patrocinium
- Kostely zasvěcené sv. Fiacriovi jsou především v okolí jeho působiště ve střední a severní Francii.
- Svou činností se stal patronem zahradníků, květinářů, kovářů, drožkářů, povozníků a taxikářů.

Jeho svátek je slaven 30. srpna.